# 倉田卓次
倉田 卓次（くらた たくじ、1922年1月20日 - 2011年1月30日）は、日本の裁判官、公証人、弁護士。
法学博士（大阪大学、1974年、学位論文「民事交通訴訟の研究」）。

## 人物
東京都出身。
昭和40年代から50年代前半にかけて、東京地方裁判所に創設された交通事故事件専門部の部総括代理と民事13部部総括を歴任し、いわゆる「倉田コート」を率いた。
法律書に加え、裁判官生活をめぐるエッセーや幅広い分野の読書をもとにしたエッセーの著者としても知られる。
ハードSF研究所客員。その博識ぶりについて、ある裁判官は「彼は文学歴史から異常性愛の世界に至るまで、これ知らないというものはない、一番知らないのは法律だが、それでも俺たちよりは知っている」と評した。
立証責任については、昭和50年代に、純粋な規範説の立場から、当時東京大学助教授で利益考量説を主張した石田穣と激しい論争を繰り広げた（倉田石田論争）。

## 略歴
- 1922年1月20日、東京都赤坂区青山に生まれる。東京府立第四中学校（後の東京都立戸山高等学校）卒業。
- 1940年、第一高等学校入学。
- 1943年10月、東京帝国大学法学部入学。
- 1943年12月、入学直後に、いわゆる学徒出陣で津田沼鉄道隊に入隊。ポツダム少尉で復員復学。
- 1948年9月、東京大学法学部卒業。
- 1948年10月から6か月間、国立国会図書館に主事補として勤務。12月、高等文官試験司法科試験合格。
- 1951年、司法研修所卒業（第3期生）。任官して東京地方裁判所・家庭裁判所判事補、長野地方裁判所・家庭裁判所飯田支部判事補、最高裁判所調査官（民事担当）、札幌高等裁判所判事、東京地方裁判所判事（部総括）。
- 1974年7月24日、大阪大学から法学博士の学位を受く（学位論文「民事交通訴訟の研究」）。
- 1977年10月、佐賀地方裁判所・家庭裁判所所長。
- 1980年2月、東京高等裁判所判事（同部総括）。
- 1983年8月、退官して公証人（霞ヶ関役場）
- 1992年、公証人を退職。弁護士。
- 2011年1月30日、腎不全のため東京都豊島区の病院で死去。89歳没[1]。

## 著書
- 『民事交通訴訟の課題』（日本評論社） 1970
- 『ローゼンベルグ証明責任論』［全訂版］（判例タイムズ社） 1987 - 初版は1972年
- 『交通事故賠償の諸相』（日本評論社） 1976
- 『要件事実の証明責任 債権総論』（監修、西神田編集室） 1986
  - 『要件事実の証明責任 契約法 上巻』 1993
  - 『要件事実の証明責任 契約法 下巻』 1998
- 『民事実務と証明論』（日本評論社） 1987
- 『金融判例の研究』（西神田編集室） 1988
- 『遺言・公証』（日本評論社） 1992
- 『解説・遺言判例140』［補訂版］（判例タイムズ社） 1994 - 初版は1993年
- 『判決 訴権の濫用 - 断罪された狂言訴訟』（宮原守男, 倉科直文, 佐藤博史共著、日本評論社） 2002
- 『民事裁判論集 - 将来損害・事実認定・交通訴訟』（判例タイムズ社） 2007

### 「裁判官の戦後史」
- 『裁判官の戦後史』（筑摩書房） 1987

旧制一高で寮の同室だった遠藤浩（後に学習院大学法学部教授）の案内で、東京大学法学部の我妻栄教授の自宅を訪問し、法律学科への進学を勧められたことから始まり、昭和30年の東京地裁から長野家地裁飯田支部への転任までの自叙伝。
- 『続 裁判官の戦後史』（悠々社） 1993
- 『続々 裁判官の戦後史 老法曹の思い出話』（悠々社） 2006

自身が『家畜人ヤプー』を書いた沼正三であると推測されたことを完全に否定している。ただし、ヤプーが連載されていた『奇譚クラブ』を愛読しており、現在『ヤプー』の作者であるとされる天野哲夫とは、『奇譚クラブ』を通じた文通相手だった。

### 「裁判官の書斎」
- 『裁判官の書斎』（勁草書房） 1985

「本を読む場所」として、路上読書50年、厠上（トイレ）読書30年という軽やかな一節もある。
- 『続 裁判官の書斎』（勁草書房） 1990

幸田露伴『運命』、アイザック・アシモフ『鋼鉄都市』、山田風太郎『明治波濤歌』、渡部昇一『随筆家列伝』などの紹介。『水滸伝』、『論語』、ラ・ロシュフコー『箴言集』などの翻訳をめぐる比べ読み。
- 『続々 裁判官の書斎 』（勁草書房） 1992
- 『続々々 裁判官の書斎』（勁草書房） 1995
- 『元裁判官の書斎』（判例タイムズ社） 2007

## 親族
- 高橋利文 - 娘婿[4]。裁判官
- 赤沢英二 - 義弟（妹の夫）[4]。日本美術史家